# Saint-André-le-Coq
Pour les articles homonymes, voir Saint-André et Le Coq (homonymie).
Saint-André-le-Coq est une commune française située dans le département du Puy-de-Dôme, en région Auvergne-Rhône-Alpes. Elle fait partie de l'aire d'attraction de Clermont-Ferrand.

## Géographie

### Localisation
Saint-André-le-Coq se situe au cœur de la verte Limagne, à égale distance de Clermont-Ferrand (28 km), Riom (22 km) et Thiers (20 km), les villes les plus « importantes » du Puy-de-Dôme, et Vichy (26 km).
Saint-André-le-Coq a été le centre de l'Europe des douze entre 1987 et 1989 (date à laquelle la RDA et la RFA se sont réunifiées).
Saint-André-le-Coq est composée de trois villages : Pagnant, le village le plus important, Saint-André-le-Coq et enfin le Cohat.
Sept communes sont limitrophes :
| Thuret             | Saint-Clément-de-Régnat | Saint-Denis-Combarnazat |
|                    | Saint-André-le-Coq      | Luzillat                |
| Surat, Saint-Ignat |                         | Maringues               |

### Voies de communication et transports

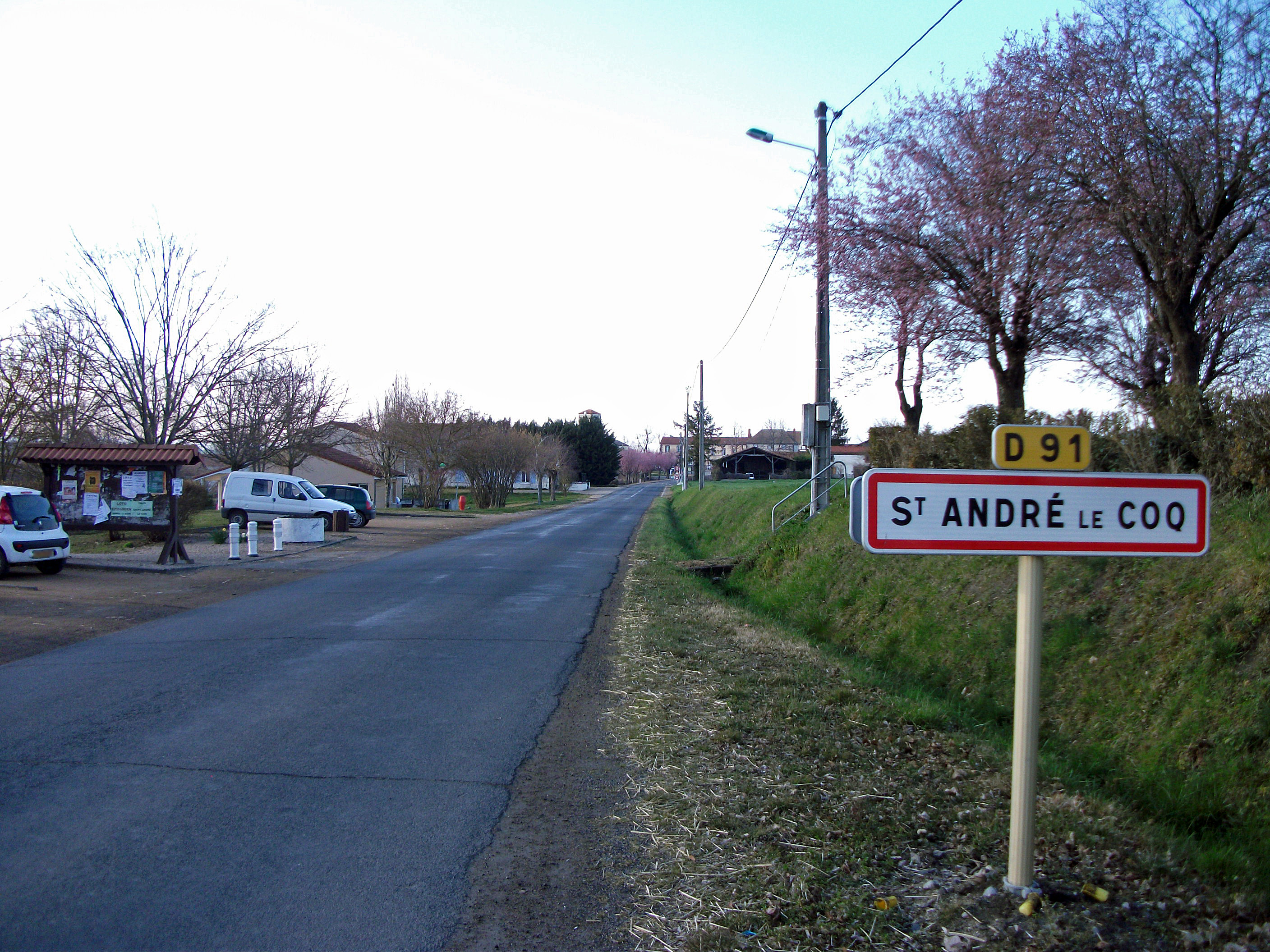
Entrée par la D 91.

Le territoire communal est traversé par les routes départementales 12 (reliant Thuret à Maringues par le village de Pagnant), 12a (raccordement de Pagnant à la D 1093 en direction de Randan ou de Maringues), 91 (reliant Surat à Saint-Clément-de-Régnat par Pagnant, le chef-lieu et le village du Cohat) et 430 (reliant le Cohat à Saint-Denis, village de Saint-Denis-Combarnazat sur la D 1093).
À l'est, la D 1093, ancienne route nationale, relie Vichy à Pont-du-Château.

### Climat
Pour des articles plus généraux, voir Climat d'Auvergne-Rhône-Alpes et Climat du Puy-de-Dôme.
En 2010, le climat de la commune est de type climat océanique altéré, selon une étude du Centre national de la recherche scientifique s'appuyant sur une série de données couvrant la période 1971-2000. En 2020, Météo-France publie une typologie des climats de la France métropolitaine dans laquelle la commune est exposée à un climat de montagne ou de marges de montagne et est dans la région climatique  Nord-est du Massif Central, caractérisée par une pluviométrie annuelle de 800 à 1 200 mm, bien répartie dans l’année. 
Pour la période 1971-2000, la température annuelle moyenne est de 11 °C, avec une amplitude thermique annuelle de 16,4 °C. Le cumul annuel moyen de précipitations est de 650 mm, avec 7,2 jours de précipitations en janvier et 7,3 jours en juillet. Pour la période 1991-2020, la température moyenne annuelle observée sur la station météorologique de Météo-France la plus proche, « Charmes_sapc », sur la commune de Charmes à 13 km à vol d'oiseau, est de 11,9 °C et le cumul annuel moyen de précipitations est de 675,4 mm,. Pour l'avenir, les paramètres climatiques de la commune estimés pour 2050 selon différents scénarios d'émission de gaz à effet de serre sont consultables sur un site dédié publié par Météo-France en novembre 2022.

## Urbanisme

### Typologie
Au 1er janvier 2024, Saint-André-le-Coq est catégorisée commune rurale à habitat dispersé, selon la nouvelle grille communale de densité à sept niveaux définie par l'Insee en 2022.
Elle est située hors unité urbaine. Par ailleurs la commune fait partie de l'aire d'attraction de Clermont-Ferrand, dont elle est une commune de la couronne,. Cette aire, qui regroupe 209 communes, est catégorisée dans les aires de 200 000 à moins de 700 000 habitants,.

### Occupation des sols
L'occupation des sols de la commune, telle qu'elle ressort de la base de données européenne d’occupation biophysique des sols Corine Land Cover (CLC), est marquée par l'importance des territoires agricoles (95,8 % en 2018), une proportion sensiblement équivalente à celle de 1990 (96 %). La répartition détaillée en 2018 est la suivante : terres arables (91,5 %), zones urbanisées (4,2 %), zones agricoles hétérogènes (3 %), prairies (1,4 %). L'évolution de l’occupation des sols de la commune et de ses infrastructures peut être observée sur les différentes représentations cartographiques du territoire : la carte de Cassini (XVIIIe siècle), la carte d'état-major (1820-1866) et les cartes ou photos aériennes de l'IGN pour la période actuelle (1950 à aujourd'hui).

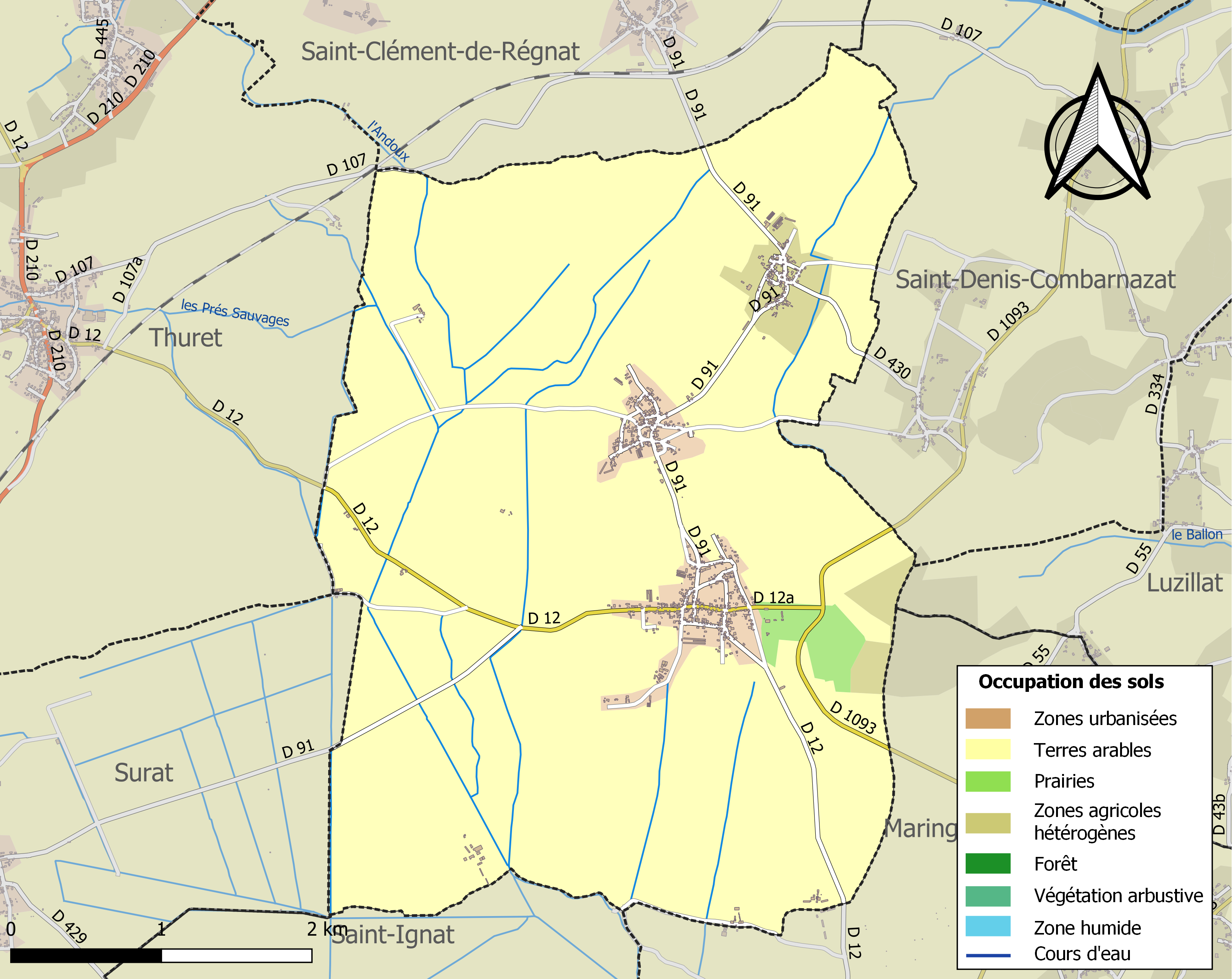
Carte des infrastructures et de l'occupation des sols de la commune en 2018 (CLC).

### Risques naturels et technologiques
La commune est soumise au risque de sismicité de niveau 3 (zone de sismicité modérée),.

## Politique et administration

### Découpage territorial
La commune de Saint-André-le-Coq est membre de la communauté de communes Plaine Limagne, un établissement public de coopération intercommunale (EPCI) à fiscalité propre créé le 1er janvier 2017 dont le siège est à Aigueperse. Ce dernier est par ailleurs membre d'autres groupements intercommunaux. Jusqu'au 31 décembre 2016, elle faisait partie de la communauté de communes Limagne Bords d'Allier.
Sur le plan administratif, elle est rattachée à l'arrondissement de Riom, à la circonscription administrative de l'État du Puy-de-Dôme et à la région Auvergne-Rhône-Alpes. Elle a fait partie du district de Riom et du canton d'Aigueperse en 1793, puis de l'arrondissement de Riom et du canton de Randans de 1801 (renommé canton de Randan par la suite) à mars 2015.
Sur le plan électoral, elle dépend du canton de Maringues pour l'élection des conseillers départementaux, depuis le redécoupage cantonal de 2014 entré en vigueur en 2015, et de la deuxième circonscription du Puy-de-Dôme pour les élections législatives, depuis le dernier découpage électoral de 2010 (sixième circonscription avant 2010).

### Élections municipales et communautaires

#### Élections de 2020
Le conseil municipal de Saint-André-le-Coq, commune de moins de 1 000 habitants, est élu au scrutin majoritaire plurinominal à deux tours avec candidatures isolées ou groupées et possibilité de panachage. Compte tenu de la population communale, le nombre de sièges à pourvoir lors des élections municipales de 2020 est de 15. La totalité des quinze candidats en lice est élue dès le premier tour, le 15 mars 2020, avec un taux de participation de 62,38 %.

#### Chronologie des maires
| Période                                  | Période                       | Identité          | Étiquette | Qualité  |
| ---------------------------------------- | ----------------------------- | ----------------- | --------- | -------- |
| Les données manquantes sont à compléter. |                               |                   |           |          |
| mars 2001                                | En cours (au 15 octobre 2021) | Dominique Busson, | DVG       | Retraité |

### Institutions judiciaires
Saint-André-le-Coq dépend de la cour d'appel et du tribunal de proximité de Riom, et des tribunaux judiciaire et de commerce de Clermont-Ferrand.

## Population et société

### Démographie
L'évolution du nombre d'habitants est connue à travers les recensements de la population effectués dans la commune depuis 1793. Pour les communes de moins de 10 000 habitants, une enquête de recensement portant sur toute la population est réalisée tous les cinq ans, les populations de référence des années intermédiaires étant quant à elles estimées par interpolation ou extrapolation. Pour la commune, le premier recensement exhaustif entrant dans le cadre du nouveau dispositif a été réalisé en 2008.

En 2022, la commune comptait 554 habitants, en évolution de +5,73 % par rapport à 2016 (Puy-de-Dôme : +2,1 %, France hors Mayotte : +2,11 %).
| 1793 | 1800 | 1806  | 1821  | 1831  | 1836  | 1841  | 1846  | 1851  |
| ---- | ---- | ----- | ----- | ----- | ----- | ----- | ----- | ----- |
| 825  | 880  | 1 040 | 1 007 | 1 090 | 1 090 | 1 090 | 1 038 | 1 096 |

| 1856  | 1861  | 1866 | 1872 | 1876 | 1881 | 1886 | 1891 | 1896 |
| ----- | ----- | ---- | ---- | ---- | ---- | ---- | ---- | ---- |
| 1 046 | 1 001 | 961  | 954  | 974  | 941  | 930  | 926  | 884  |

| 1901 | 1906 | 1911 | 1921 | 1926 | 1931 | 1936 | 1946 | 1954 |
| ---- | ---- | ---- | ---- | ---- | ---- | ---- | ---- | ---- |
| 830  | 792  | 750  | 674  | 643  | 641  | 598  | 517  | 508  |

| 1962 | 1968 | 1975 | 1982 | 1990 | 1999 | 2006 | 2008 | 2013 |
| ---- | ---- | ---- | ---- | ---- | ---- | ---- | ---- | ---- |
| 509  | 467  | 449  | 483  | 461  | 474  | 485  | 490  | 528  |

| 2018 | 2022 | - | - | - | - | - | - | - |
| ---- | ---- | - | - | - | - | - | - | - |
| 528  | 554  | - | - | - | - | - | - | - |

### Enseignement
Saint-André-le-Coq dépend de l'académie de Clermont-Ferrand. Elle gère une école élémentaire publique.

## Culture locale et patrimoine

### Lieux et monuments
Saint-André-le-Coq compte deux monuments répertoriés à l'inventaire des monuments historiques et dix-sept lieux et monuments (présentation communale incluse) répertoriés à l'inventaire général du patrimoine culturel. Par ailleurs, elle compte un objet répertorié à l'inventaire des monuments historiques et vingt objets répertoriés à l'inventaire général du patrimoine culturel.
Le château de Pagnant, construit en 1771 et agrandi en 1808, est inscrit aux monuments historiques en 2002.
L'église Saint-André, des XIIe et XIXe siècles, est inscrite en 1997.
Une cloche, de 1704, est classée au titre objet en 1983.
Saint-André-le-Coq, possède un patrimoine rural peu connu et peu mis en valeur, mais qui est cependant très intéressant.
- La commune possède une église romane du XIe siècle, une des plus vieilles de Basse-Auvergne restaurée entièrement, avec notamment de remarquables peintures à l'intérieur.
- On peut également y trouver de nombreux lavoirs, fontaines et puits tout à fait intéressants et faits de pierre volcanique, la fameuse pierre grise, la pierre de Volvic.
- La commune possède également nombre de grandes maisons de maîtres et un petit château ayant appartenu à la famille de Forget.
- Sur la place de la Mairie, se trouve le monument aux morts, et une école primaire avec au-dessus la mairie.